# Antonov An-26
El Antonov An-26 (designación OTAN: Curl) es un avión de transporte táctico bimotor turbohélice desarrollado a partir del Antonov An-24. En esencia se trata de una versión de este enfocada especialmente al mercado militar, con un fuselaje trasero modificado en el que se ha incorporado una rampa de carga. Es también fabricado (sin licencia) en China por Xian Aircraft Factory como Y-7H (si bien su designación inicial fue Y-14).

## Variantes
- An-26 "Curl-A": versión estándar de transporte táctico.
- An-26B: introducido en 1981, va equipado con un grupo de rodillos que pueden ser girados contra las paredes de la cabina cuando no se usan. Lleva asimismo dos turbohélices Ivchenko (ZMDB Progress) Al-24VT, de mayor potencia.
- An-26BRL: Versión de investigación del hielo.
- An-26L: Versión de calibración de pistas.
- An-26M: Ambulancia aérea.
- An-26P: Avión antiincendios.
- An-26RTR "Curl-B": Versión de inteligencia de señales (SIGINT, SIGnals INTelligence, en inglés) y guerra electrónica.
- An-26ST: Versión de misiones especiales fabricada para la Fuerza Aérea de la República Democrática Alemana.
- An-26Z-1: Avión de inteligencia de señales (SIGINT).
- Y-7H: Versión china de transporte militar.
- Y-7-500: Versión china civil de carga.

## Usuarios

### Militares
Afganistán
- Cuerpo Aéreo del Ejército Nacional Afgano: 2 An-26

 Benín
- Fuerza Aérea Beninesa: 2 An-26 recibidos en 1978. Ese mismo año había recibido 2 Fokker F-27-600, pero posteriormente se decidió traspasarlos a Air Benin y sustituirlos por los An-26.[3]

 Cabo Verde
- Ejército Caboverdiano: 3 An-26 recibidos en 1982. Son los únicos aviones militares que posee el país.[4]

 República Checa

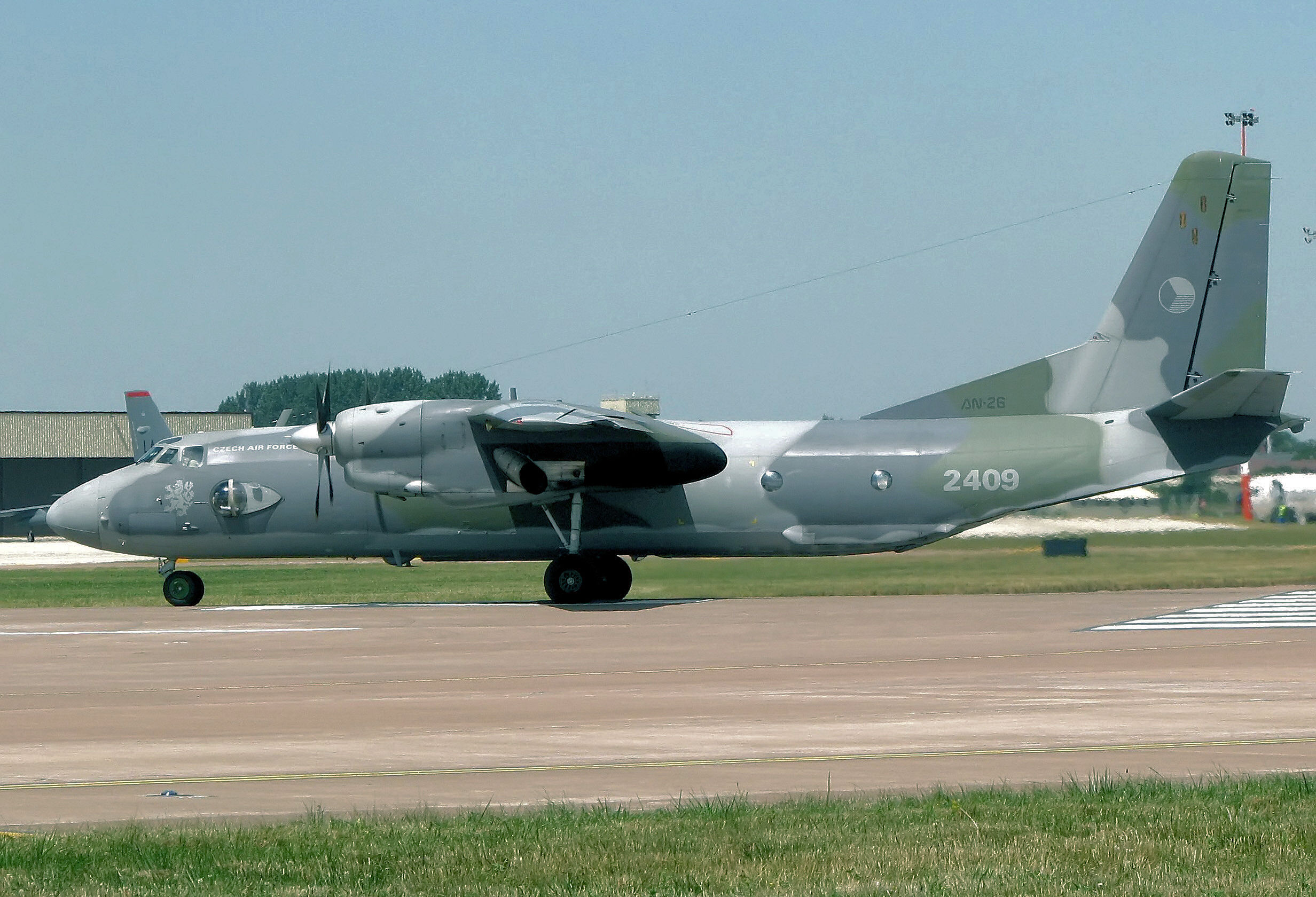
An-26 de la Fuerza Aérea Checa.

- Fuerza Aérea Checa: 5 An-26 recibidos de la Fuerza Aérea Checoslovaca al dividirse el país el 1 de enero de 1993. De ellos quedan en activo 3 An-26 estándar, con numerales 2408 (número de serie 12408), 2409 (12409) y 2507 (12507); y un An-26B, 3209 (13209), reconvertido en avión de pasajeros desde su configuración original como An-26Z-1M de inteligencia de señales (SIGINT).[5] El 4201 (14201) es un An-26B-100 recibido en 1998 y transformado en 2004 en versión de pasajeros para sustituir a un An-24V que fue puesto en reserva. Lleva un reactor en el motor derecho, que es usado en el despegue.[6] Todos ellos están asignados al 241. dl. (escuadrón de transporte) de la  24. zDL (base de transporte de la Fuerza Aérea) de Praga-Kbely, que lleva el nombre del fundador de la república de Checoslovaquia Tomáš Garrigue Masaryk. Sus sustitutos serán entre 4 y 6 CASA C-295.[7]

 República Democrática del Congo
- Fuerza Aérea de la República Democrática Congoleña: 1 An-26.[8]

 Cuba
- Fuerza Aérea Cubana: La DAAFAR cuenta con 20 An-26, algunos operativos y otros en reserva.

 Eslovaquia
- Fuerza Aérea Eslovaca: 2 aviones recibidos de la Fuerza Aérea Checoslovaca al dividirse el país el 1 de enero de 1993. Sus numerales son 2506 (número de serie 12506) y 3208 (13208) y fueron entregados a la Fuerza Aérea Checoslovaca en 1986 y 1987 respectivamente. Están asignados a la Dopravne Letecke Kridlo (Ala de Transporte) basada en la 2. ZL (2.ª Base de la Fuerza Aérea) de Malacky-Kuchyna. Actualizados al estándar OTAN[9] hasta su sustitución por de 2 a 4 Alenia C-27J Spartan.[10] En la competición para su reemplazo el CASA C-295 fue eliminado por considerársele pequeño para transportar los blindados Aligator del Ejército.[11]

 Estados Unidos
- Fuerza Aérea de los Estados Unidos: en dotación en el 6th Special Operations Squadron (6.º Escuadrón de Operaciones Especiales), basado en Hulburt Field, Florida.[12]

 Lituania
- Fuerza Aérea Lituana: 3 An-26B, adquiridos en noviembre de 1994 en el mercado civil. Sus numerales son 03 (número de serie 11503, ex Lithuanian Airlines LY-AAL), 04 (7310101) y 05 (97311203). Encuadrados en la 22 Transporto Eskadrile de la base aérea de Pajouste (1 Aviacijos Baze).[13] Están en fase de sustitución por otros tantos Alenia C-27J Spartan.[14]

 Madagascar
- Fuerza Aérea Malgache: 5 An-26.[15]

 Mali
- Fuerza Aérea Maliense: Mali recibió al menos 2 An-26 en 1983 para sustituir los C-47.[3]

 Mongolia
- Fuerza Aérea Popular Mongola: 4 An-26, cuyos registros son 50 (ex Fuerza Aérea Soviética), 103, 107 y 108.[16]

 Nicaragua
- Fuerza Aérea Nicaragüense: Recibió 7 An-26,[17] más 2 que fueron entregados por Rusia en el 2018[18] de los que en total quedan 6 activos y 2 almacenados.[19]

 Rusia
- Fuerza Aérea Rusa

 Serbia
- Fuerza Aérea Serbia

 Ucrania
- Fuerza Aérea Ucraniana

 Vietnam
- Fuerza Aérea Popular Vietnamita: 48 An-26 recibidos.[4] Uno de ellos, perteneciente al Regimiento de Transporte Aéreo número 918, se estrelló el 8 de abril de 2008 a las afueras de Hanói, muriendo sus 5 ocupantes.[20]

 Yemen
- Fuerza Aérea Yemení

#### Antiguos usuarios
Camboya
- Real Fuerza Aérea Camboyana: 3 An-26RV recibidos.[21] Ninguno en servicio en 2008.[22]

 Checoslovaquia
- Fuerza Aérea Checoslovaca: al dividirse el 1 de enero de 1993 Checoslovaquia, sus Antonov An-26 fueron traspasados a la Fuerza Aérea Checa (5) y la  Fuerza Aérea de Eslovaquia (2).

 Níger
- Fuerza Aérea Nigerina: 1 An-26 recibido de Libia en junio de 1997.[21] En 2008 ya no estaba en servicio.[19]

 Perú
- Fuerza Aérea del Perú: 16 An-26 recibidos en 1977. En 1989 ya no estaban en servicio. Reemplazados por An-32

 Polonia
- Fuerza Aérea de la República Polaca: 12 An-26 recibidos en 1972. En 2009 ya no estaban en servicio.

 Zambia
- Fuerza Aérea Zambiana: 4 An-26 recibidos en 1981.[21] Ninguno en servicio a 2008.[23]

## Historial de combate

### Guerra Ruso-ucraniana
- Invasión rusa de Ucrania de 2022[24]

## Accidentes e incidentes
- Accidente del Antonov An-26 en Nicaragua en 1999, 29 personas, entre militares y civiles a bordo, murieron al estrellarse contra una montaña en la costa caribe nicaragüense.
- Accidente de Antonov An-26 en Sudán en 2012.
- Accidente del Antonov An-26 en Siria de 2015.
- Accidente del Antonov An-26 de Valan International de 2017.
- Accidente de un Antonov An-26 en 2018.
- El 22 de agosto de 2020 al menos 17 personas murieron después de que un avión de carga Antonov AN-26 de la aerolínea Southwest Aviation se estrellara en Juba, Sudán del Sur. Una persona ha escapado de los escombros y se encontró en estado crítico. Se desconoce si todas las víctimas estaban realmente a bordo del avión.[25]
- El 25 de septiembre de 2020 un Antonov An-26 propiedad de la Fuerza Aérea de Ucrania impactó contra el terreno durante la fase final de aproximación en la Base militar de Chuguev en la región de Járkov de Ucrania.[26]
- El 13 de marzo de 2021 un Antonov An-26 de la Guardia Fronteriza de Kazajistán se estrelló en el aeropuerto de Almaty, la ciudad más grande de Kazajistán, matando a cuatro de los seis ocupantes. La aeronave (matrícula 02 blanca, msn 7201) se estrelló unos 600 metros antes del final de la pista 23R y se incendió.[27]
- El 6 de julio de 2021 un Antonov An-26 perteneciente a la empresa de Aviación de Kamtchatka operando el vuelo PTK251 se estrelló momentos antes de efectuar su aterrizaje en el aeropuerto de Palana en Rusia. La aeronave con 22 pasajeros a bordo, incluido un menor de edad y 6 miembros de la tripulación, desapareció del radar y se estrelló contra el mar. Autoridades en la zona reportan que piezas del aparato han sido localizadas a 5 km de la costa y de acuerdo a información de Reuters, no se reportan sobrevivientes.[28]

## Especificaciones
Referencia datos: Jane's All The World's Aircraft 1988-89.

### Características generales
- Tripulación: 5 (2 pilotos, 1 operador de radio, 1 ingeniero de vuelo, 1 navegador)
- Capacidad: 40 pasajeros
- Carga: 5.500 kg
- Longitud: 23,8 m (78,1 ft)
- Envergadura: 29,2 m (95,8 ft)
- Altura: 8,6 m (28,1 ft)
- Superficie alar: 75 m² (807,1 ft²)
- Peso vacío: 15 020 kg (33 104,1 lb)
- Peso máximo al despegue: 24 000 kg (52 896 lb)
- Planta motriz: 2× turbohélice Progress AI-24VT.
  - Potencia: 2103 kW (2899 HP; 2860 CV) cada uno.
- Hélices: 1× de 4 palas por motor.

### Rendimiento
- Velocidad crucero (Vc): 440 km/h (273 MPH; 238 kt)
- Alcance: 2550 km (1377 nmi; 1584 mi) 1.100 km a plena carga
- Techo de vuelo: 7500 m (24 606 ft)
- Régimen de ascenso: 8 m/s (1575 ft/min)

### Desarrollos relacionados
- Antonov An-24
- Antonov An-32
- Xian Y-7
- Xian MA60

### Aeronaves similares
- De Havilland Canada DHC-5 Buffalo
- Alenia G.222